# Nick Calathes
Nicholas "Nick" William Calathes (grego:Νικόλαος "Νίκος" Γουλιέλμος Καλάθης) (Casselberry, 7 de fevereiro de 1989) é um basquetebolista profissional greco-estadunidense que atualmente joga na BSL (Turquia) e EuroLiga pelo Fenerbahçe . O atleta possui 1,98m e atua na posição armador. O ídolo de Calathes foi Dimitris Diamantidis.